# Liodiplosis cylindrica
Liodiplosis cylindrica är en tvåvingeart som beskrevs av Gagne, Oda och Monteiro 2001. Liodiplosis cylindrica ingår i släktet Liodiplosis och familjen gallmyggor. Inga underarter finns listade i Catalogue of Life.